# Красная Заря (Костромская область)
Красная Заря — посёлок в Степановском сельском поселении Галичского района Костромской области России.

## География
Посёлок расположен у автодороги Судиславль — Солигалич Р100, на берегу реки Едомша.

## История
До муниципальной реформы 2010 года посёлок также входил в состав Степановского сельского поселения.

## Население
| 2008 | 2010 | 2012 | 2014 |
| ---- | ---- | ---- | ---- |
| 36   | ↘22  | ↗36  | ↘32  |